# Ланком, Карен
Каре́н Ланко́м (фр. Karen Lancaume, урождённая Карен Бах (фр. Karen Bach); 19 января 1973 года, Лион, Франция — 28 января 2005 года, Париж) — французская порноактриса. С 1996 по 2002 годы снялась в около 40 фильмах.

## Биография
Карен Бах родилась в пригороде Лиона во Франции; её отец был французом, а мать — марокканского происхождения. После обучения в бизнес-школе познакомилась и вышла замуж за ди-джея по имени Франко. По его предложению, чтобы избавиться от долгов, начала сниматься в порнофильмах. В начале карьеры снималась вместе с мужем как пара. Начиная с фильма 1997 года «L’Indécente Aux Enfer», снималась также и с другими партнёрами. После развода продолжала сниматься в порнографических фильмах как в Европе, так и в США.
Во время киносъёмок для Марка Дорселя работала с Патрис Кабанель (фр. Patrice Cabanel; 1957—2005). Со временем Карен завоёвывала все большее признание, даже была номинирована на премию Hot d'Or. На американских экранах появилась в 1997 году в порнофильме «Когда наступает ночь» (англ. When the Night Falls), снятом в Европе. Затем появилась в нескольких фильмах американской студии «Anabolic».
Карен и её подруга, французская порнозвезда Раффаэла Андерсон, появились в документальном фильме, который демонстрировался в Каннах в 1999 году. Там их заметила сценарист и режиссёр Виржини Депант, которая искала актрис на главные роли в свой новый противоречивый фильм и решила, что Карен и Раффаэла подойдут ей как нельзя кстати. Неожиданная комбинация экстремального насилия и экстремальной сексуальности шокировала зрителей во всём мире. По словам Депант, Карен излучала нежность и невероятную женственность. Всё это превратило Карен Ланком во французскую знаменитость — внезапно порнозвезда стала известна всей стране. Однако этот образ не радовал её, а лишь беспокоил.
После «Трахни меня», где актриса выступила под настоящим именем Карен Бах, она больше ни разу не снималась. В интервью она признавалась, что хочет большой и чистой любви, обзавестись детьми и серьёзно заняться музыкой. Однако 28 января 2005 года 32-летняя Ланком покончила жизнь самоубийством в парижской квартире своих друзей, приняв смертельную дозу темазепама. Существует мнение, что на её суицид повлияло её порнографическое прошлое.